# Dulichio
Dulichio (in greco Δουλίχιον, Dūlìchion, «Isola lunga») è un'isola citata a più riprese nell'Odissea di Omero. 
Secondo il testo omerico, Dulichio è molto vicina ad Itaca (la patria di Ulisse) e alle altre isole greche occidentali: Zacinto, Samo, Asteris. Tuttavia mentre Itaca, Zacinto (oggi Zante) e Samo (cioè Cefalonia, sulla quale esiste ora la città di Sami; da non confondere con l'attuale isola di Samo, che si trova nel Mar Egeo e non nello Ionio) sono tuttora conosciute, oggi non siamo in grado di identificare Dulichio né Asteris. Sull'isola regnava un certo Niso: suo figlio Anfinomo era uno dei Proci.

## Esistenza reale
Molti studiosi hanno indagato il mistero della perduta isola di Dulichio, e gran parte hanno osservato che i molti luoghi dell'Odissea in cui si parla di Itaca mal si accordano con la posizione dell'isola attualmente chiamata Itaca: essa dovrebbe essere più a occidente e più a sud, e fra essa e Samo dovrebbe trovarsi l'isola di Asteris, anch'essa non riconoscibile. Fra le attuali Itaca e Cefalonia esiste solo la piccolissima isola di Daskalio (grande meno di un campo di calcio) che non può certo ospitare due porti come detto nell'Odissea.
In generale si conclude che l'Odissea è un'opera di poesia e non ha senso prestare attenzione a questi particolari.
Tuttavia alcuni ricercatori hanno suggerito una possibile soluzione. 
Secondo Moulinier l'isola di Dulichio corrisponde all'odierna Leucade, in base ad alcune considerazioni: 
1. Nell'Iliade (II, 625) è riportato che Megete sia stato re di Dulichio e delle isole Echinadi, quindi un regno a parte rispetto a quello di Ulisse (già questo escluderebbe ad esempio l'identificazione con Cefalonia, possesso invece di Ulisse)
2. Dulichio dovette essere un'isola molto grande poiché fornisce il maggior numero di contendenti per Penelope, ben 52, più del doppio rispetto a Sami e Zacinto (Odissea XVI, 247).
3. L'isola sembra trovarsi molto prossima a Itaca e subito a nord di questa, poiché Ulisse (sotto le spoglie di un falso mendicante) approda a Itaca a bordo di una nave di marinai tesprozi diretti a Dulichio (Odissea XIV, 335).

Una soluzione completamente diversa è stata proposta da Felice Vinci nel suo libro Omero nel Baltico: egli ritiene che l'ambientazione originale dei poemi omerici fosse in realtà il Mar Baltico e identifica questo gruppo di isole con un arcipelago della Danimarca. Dulichio, in particolare, sarebbe l'isola di Langeland (che in danese significa "isola lunga", proprio come Dulichio in greco).